# Forsyth (Georgia)
Forsyth è una città degli Stati Uniti d'America, situata in Georgia, nella Contea di Monroe, della quale è il capoluogo.